# Ванда (принцеса)
Княгиня Ванда (на полски: Wanda) е полулегендарна княгиня на славянското племе поляни. Според легендата, цитирана от Галус Анонимус, тя е дъщеря на Крак - основателя на Краков, и се самоубива поради наложен насила брак с нежелан от нея жених.